# Шняківка
Шня́ківка — село в Україні, в Ніжинському районі Чернігівської області. Населення становить 435 осіб. Входить до складу Лосинівської селищної громади.

## Історія
З 1859 року протягом 20 років у селі жив Пили́п Семе́нович Мораче́вський (псевд.- Хвилимон Галузенко; 14 (26) листопада 1806 — 26 вересня 1879 за іншими даними 17 (29) квітня 1879) — український письменник, педагог, поет-романтик, філолог, перекладач.
У 60-х роках він здійснив переклад українською мовою всі чотири Євангелія (переклад завершено у листопаді 1861 р.), пізніше — «Діяння Апостолів», «Апокаліпсис», «Псалтир». Написав рідною мовою курс «Священної історії» для початкових шкіл і народного читання. Доля деяких рукописів невідома. Російська академія наук визнала його переклад найкращим серед усіх аналогічних слов'янських перекладів, але через мовну політику Російської імперії жоден із цих перекладів не був виданий за життя автора.
1866 року у власницькому селі Шпаківка (Шняківка) Ніжинського повіту Чернігівської губернії мешкало 633 особи (325 чоловічої статі та 308 — жіночої), налічувалось 118 дворових господарства.
Станом на 1885 рік у колишньому державному та власницькому селі Галицької волості мешкало 817 осіб, налічувалось 144 дворових господарства, існувала православна церква та постоялий будинок.
За переписом 1897 року кількість мешканців зросла до 1178 осіб (577 чоловічої статі та 601 — жіночої), з яких 1173 — православної віри.
12 червня 2020 року, відповідно до розпорядження Кабінету Міністрів України № 730-р «Про визначення адміністративних центрів та затвердження територій територіальних громад Чернігівської області», увійшло до складу Лосинівської селищної громади.
19 липня 2020 року, в результаті адміністративно-територіальної реформи та ліквідації Ніжинського(1923 - 2020) району, увійшло до складу новоутвореного Ніжинського району.

## Населення

### Мова
Розподіл населення за рідною мовою за даними перепису 2001 року:
| Мова       | Кількість | Відсоток |
| ---------- | --------- | -------- |
| українська | 429       | 98.62%   |
| російська  | 6         | 1.38%    |
| Усього     | 435       | 100%     |